# Mamá o papá
Mamá o papá és una pel·lícula espanyola còmica de 2021 produïda per Atresmedia Cine, Grupo Secuoya i Álamo Producciones Audiovisuales estrenada el 17 de desembre de 2021 en cinemes de tot Espanya i un mes més tard en Atresplayer Premium per a Espanya i Netflix per a fora d'Espanya. La pel·lícula està dirigida per Dani de la Orden i protagonitzada per Paco León i Miren Ibarguren.
La cinta és un remake de Papa ou Maman, pel·lícula francesa de 2015 dirigida per Martin Bourboulon, escrita per Matthieu Delaporte i Alexandre de la Patellière sobre una idea de Guillaume Clicquot de Mentque i protagonitzada per Laurent Lafitte i Marina Foïs. El film original ja va tenir dos remakes en 2017, un italià (Mamma o papà?) i un altre alemany (Schatz, nimm du sie!) així com una seqüela a França el 2016.

## Sinopsi
Flora i Víctor són els pares que tot nen voldria tenir: moderns, divertits i afectuosos. No obstant això, tot es torça el dia que decideixen divorciar-se i apareix l'oportunitat laboral amb la qual porten somiant tota la vida. Només hi ha un problema: la custòdia. Cap està disposat a cedir. Així que, per ordre de la jutgessa, els nens hauran de decidir amb qui es queden: amb mamà, o amb papà. A partir d'aquest moment, els pares modèlics es declaren la guerra i no hi haurà treva. Tots dos faran tot el possible perquè l'altra no obtingui la custòdia dels seus fills.

## Repartiment
- Paco León com Víctor
- Miren Ibarguren com Flora
- Sofía Oria com Alexia
- Iván Renedo com Juan
- Laura Quirós com Sara
- Ester Expósito com Claudia
- Eva Ugarte com Marina
- Miquel Fernández com Marc
- Berto Romero com Edu
- Óscar Ortuño com Adrián
- Julián Villagrán com Javi
- Pedro Casablanc com Jefe Víctor
- Mamen García com Angustias
- Alberto Casado com Julián
- Lucía Caraballo com Daniela
- Ángela Arellano com Érica
- Mari Paz Sayago com Advocada
- Álvaro Fontalba com Simón

## Estrena
La pel·lícula tenia previst estrenar-se en cinemes el 18 de desembre de 2020, però a causa de les complicacions per la segona ona del COVID-19, es va retardar la seva estrena una setmana més endavant, al 25 de desembre de 2020. Aquesta estrena va tornar a ser retardada per la primavera de 2021. Finalment, al febrer de 2021, Netflix va comprar els drets de distribució de la pel·lícula i es va decidir que la seva estrena en sales seria el 17 de desembre de 2021.

## Taquilla
Mamá o Papá es va estrenar en 338 cinemes el 17 de desembre de 2021. En els seus tres primers dies va debutar amb 505.763 €, amb una mitjana per cinema de 1.496 € i acabant segona en taquilla darrere de Spider-Man: No Way Home. Durant el cap de setmana 76.981 persones van anar a veure el film.
En el segon cap de setmana va caure un 26% i va recaptar altres 361.937 € sent tercera per darrere de Spider-Man: No Way Home (en primera posició), Sing 2 (segona) i The Matrix Resurrections (tercera).
En el seu tercer cap de setmana només va caure un 19%, amb el que va afegir uns 295.000 € al total de la recaptació posicionant-se molt bé per poder ser la primera pel·lícula espanyola a superar el milió d'euros en recaptació de taquilla en 2022.
En el seu quart cap de setmana va tornar a pujar a la tercera posició, tan sols darrere de Spider-Man: No Way Home i Sing 2, recaptant 337.931 euros, que es van sumar a un total de 2,47 milions d'euros que la cinta ja porta recaptats en cinemes.